# Petersbach
 Petersbach (en alsacià Peterschbàch) és un municipi francès, situat a la regió del Gran Est, al departament del Baix Rin. L'any 1999 tenia 694 habitants. Limita al nord amb Struth, al sud-est amb La Petite-Pierre, al sud-oest amb Lohr i Ottwiller i a l'oest amb Asswiller.
Forma part del cantó d'Ingwiller, del districte de Saverne i de la Comunitat de comunes de Hanau-La Petite Pierre.

## Demografia
| 1962 | 1968 | 1975 | 1982 | 1990 | 1999 |
| ---- | ---- | ---- | ---- | ---- | ---- |
| 703  | 704  | 740  | 793  | 725  | 694  |

## Administració
| Període   | Identitat          | Partit |
| --------- | ------------------ | ------ |
| 1935-1949 | Fréderic Zielinger |        |
| 1949-1951 | Emile Schmitt      |        |
| 1951-1965 | Charles Gangloff   |        |
| 1965-1989 | Charles Engel      |        |
| 1989-     | Christian Schmitt  |        |